# Какмож-Ітчі
Какмо́ж-Ітчи́ (рос. Какмож-Итчи) — присілок у Вавозькому районі Удмуртії, Росія.
Населення — 51 особа (2010; 67 в 2002).
Національний склад (2002):
- удмурти — 55 %
- росіяни — 45 %

Урбаноніми:
- вулиці — Безіменна, Можгинська, Шкільна